# Donggongon
Donggongon is een plaats in de Maleisische deelstaat Sabah, gelegen in het district Penampang aan de zuidkant van de agglomeratie Kota Kinabalu. Donggongon telt 1400 inwoners.
Donggongon staat met name bekend om de wekelijkse tamu of warenmarkt op donderdag en vrijdag, waar veel plaatselijke versproducten te koop zijn die niet in de supermarkten te verkrijgen zijn. Daarnaast is de tamu het trefpunt voor de plaatselijke bevolking, de Dusun.
In 2010 werd in Donggongon het eerste overdekte winkelcentrum geopend, de Megalong, aangeprezen als het langste overdekte winkelcentrum in Kota Kinabalu. Eind 2010 bood het winkelcentrum plaats aan een bioscoopcomplex, supermarkt en diverse kleinere winkels.